# منطقه کلایپدا
منطقه کلایپدا (لیتوانیایی: Klaipėdos kraštas) یا قلمروی ممل (آلمانی: Memelland یا Memelgebiet) منطقه‌ای شامل بیشتر مناطق شمالی ایالت پروس خاوری آلمان می‌شد که در پیمان ورسای در ۱۹۲۰ تعریف شده بود و کنترل آن در اختیار اجلاس سفیران قرار گرفته بود. قرار بود این مناطق تا زمان برگزاری همه‌پرسی در کنترل جامعه ملل بمانند. در ۱۹۲۳ لیتوانی کنترل این مناطق را بدست آورد. در ۱۹۳۹ پس از تهدیدهای آلمان نازی، لیتوانی کنترل این مناطق به این کشور سپرد. پس از جنگ جهانی دوم این منطقه در جمهوری شوروی سوسیالیستی لیتوانی
قرار گرفت و امروزه بخشی از کشور لیتوانی است.